# Borneovorkstaart
De borneovorkstaart (Enicurus borneensis) is een zangvogel uit de familie van de vliegenvangers die voorkomt in het bergland van Borneo langs beekjes in montaan regenwoud. De vogel wordt ook wel beschouwd als een ondersoort van de witkruinvorkstaart (E. leschenaulti). De soortstatus zou blijken uit DNA-onderzoek, maar daarover is geen consensus.

## Kenmerken
De vogel is gemiddeld 28 cm lang. De borneovorkstaart lijkt sterk op de witkruinvorkstaart. De vogel heeft alleen een langere staart en is daardoor gemiddeld 3 cm langer. Deze soort vervangt de in lagere regionen voorkomende witkruinvorkstaart langs beekjes.

## Verspreiding en leefgebied
Het is een vogel van snelstromende beekjes en watertjes met rotsen en veel begroeiing in bergachtige streken boven de 1500 m in grensgebied tussen Noord- en West-Kalimantan met Oost-Maleisië en in Zuid-Kalimantan.

## Status
Omdat over de soortstatus geen consensus is en BirdLife International deze soort als ondersoort beschouwd, is er geen aparte status op de Rode Lijst van de IUCN.